# Ácido nucleico

Existen dos tipos de ácidos nucleicos, el ADN que posee una característica forma de doble hélice y el ARN cuya estructura es de una sola cadena helicoidal.

Los ácidos nucleicos son grandes polímeros formados por la repetición de nucleótidos, unidos mediante enlaces fosfodiéster. Se forman largas cadenas; algunas moléculas de ácidos nucleicos llegan a alcanzar tamaños gigantescos, de millones de nucleótidos encadenados. Existen dos tipos básicos, el ADN y el ARN.
El descubrimiento de los ácidos nucleicos se debe a Johan Friedrich Miescher que, en el año 1868, aisló de los núcleos de las células una sustancia ácida a la que llamó nucleína, nombre que posteriormente se cambió a ácido nucleico. Posteriormente, en 1953, James Watson y Francis Crick descubrieron la estructura del ADN a partir de la Fotografía 51, realizada por Rosalind Franklin empleando la técnica de difracción de rayos X.

## Importancia de los ácidos nucleicos
Los ácidos nucleicos son biomoléculas, de la misma forma que los glúcidos, los lípidos y las proteínas, y por ello, todos los seres vivos los poseen. Los ácidos nucleicos son las moléculas que contienen la información genética, información que dirige y controla la síntesis de proteínas de un organismo. Los ácidos nucleicos proporcionan la información que determina la especificidad y características biológicas de las proteínas. Y las proteínas son polímeros formados por monómeros llamados aminoácidos y unidos mediante enlaces peptídicos, que determinan la forma y estructura de las células y dirigen casi todos los procesos vitales. Ácido 
nucleico" es utilizado para describir unas moléculas específicas y grandes en la célula. En realidad están hechas de cadenas de unidades de polímeros que se repiten; los dos ácidos nucleicos más famosos, de los que usted habrá oído hablar.

## Tipos de ácidos nucleicos
Existen dos tipos de ácidos nucleicos: ADN (ácido desoxirribonucleico) y ARN (ácido ribonucleico), que se diferencian:
- Por el glúcido (la pentosa es diferente en cada uno; ribosa en el ARN y desoxirribosa en el ADN);
- Por las bases nitrogenadas: adenina, guanina, citosina y timina, en el ADN; adenina, guanina, citosina y uracilo, en el ARN.
- Por el número de cadenas: mientras que el ADN es una molécula bicatenaria que forma una doble hélice, el ARN tiene solo una cadena, es decir, es monocatenaria.

## Bases nitrogenadas
Las Bases nitrogenadas son las que contienen la información genética, estas presentan una estructura cíclica que contiene carbono, nitrógeno, hidrógeno y oxígeno. Se dividen en dos tipos:
- Purinas, que son derivadas de la purina (dos anillos).
- Pirimidinas, derivadas del anillo de la pirimidina (un anillo).[5]

La presencia de los átomos de nitrógeno le da un carácter básico a estos compuestos. Son aromáticas y por lo tanto son planas, también son insolubles en agua y pueden establecer interacciones hidrofóbicas entre ellas; estas interacciones sirven para estabilizar la estructura tridimensional de los ácidos nucleicos.
La existencia de distintos radicales hace que puedan aparecer varias bases nitrogenadas, las cuales son:
- Adenina, presente en ADN y ARN
- Guanina, presente en ADN y ARN
- Citosina, presente en ADN y ARN
- Timina, presente exclusivamente en el ADN
- Uracilo, presente exclusivamente en el ARN

Estructura química de la adenina.
Estructura química de la guanina.
Estructura química de la citosina.
Estructura química de la timina.
Estructura química del uracilo.
Estructura química de la ribosa.
Estructura química del ácido fosfórico.

## Nucleósidos y nucleótidos
Un nucleósido es una unidad conformada por una pentosa (ribosa o desoxirribosa) unida a una base nitrogenada. La unión se realiza mediante un enlace N-glucosídico, con configuración beta (β), el cual es una variante del enlace glucosídico, que se forma cuando un hemicetal intramolecular reacciona con una amina, en lugar de hacerlo con un alcohol, liberándose una molécula de agua. En los nucleósidos se lleva a cabo entre el carbono 1 (carbonilo) del azúcar y uno de los átomos de nitrógeno de la base nitrogenada, si esta es una pirimidina se une a la posición 1' y si es una purina en la posición 9'.
Los planos de la base y el azúcar son perpendiculares entre sí pero las bases pueden presentar dos conformaciones diferentes:
- "anti" cuando el plano de la base está alejada del plano de la pentosa.
- "syn" cuando las bases están sobre el plano de la pentosa.[8]

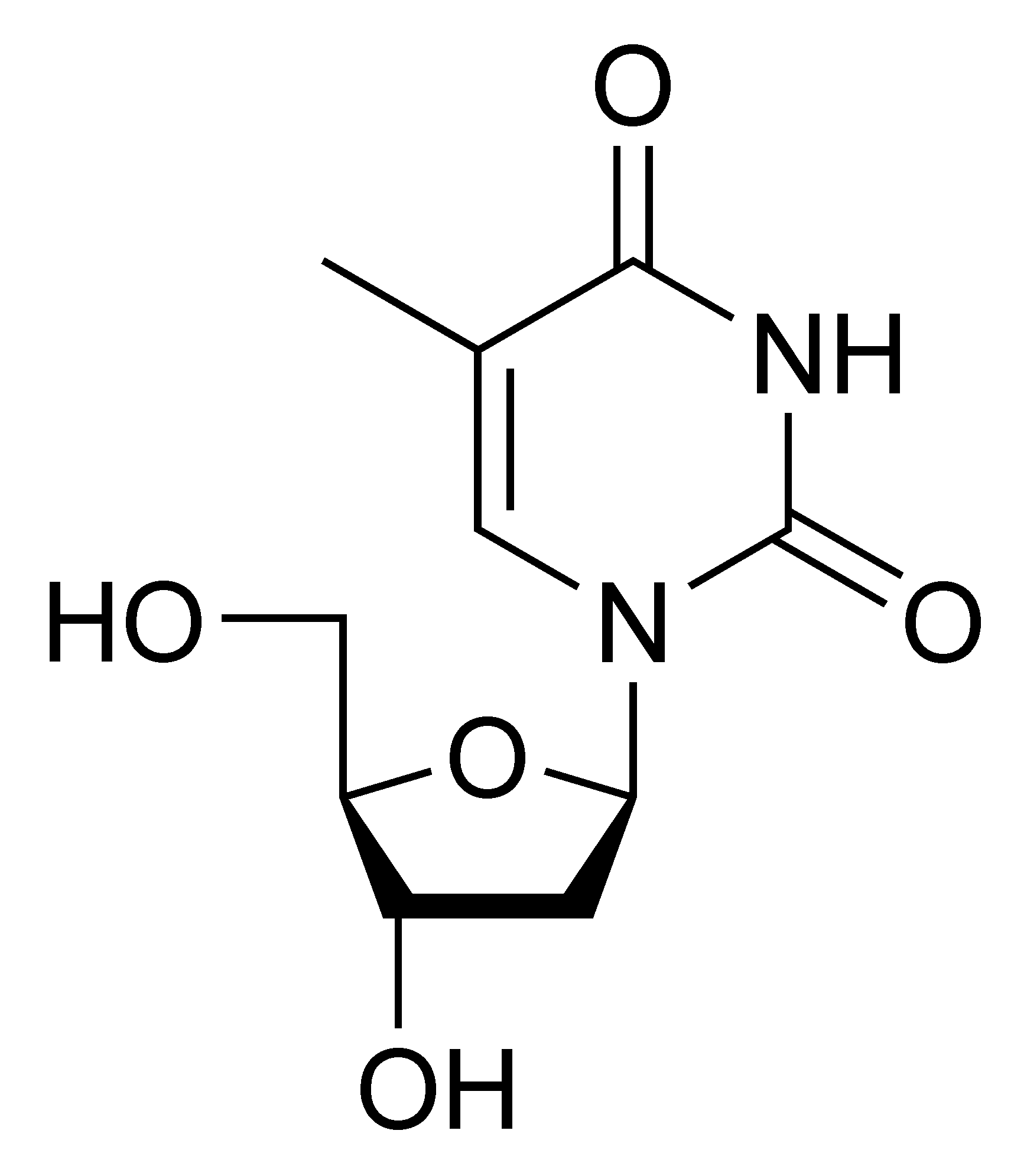
Un ejemplo de nucleósido es la timidina.

Existen dos tipos de nucleósidos:
- Ribonucléicos que contienen β-D-ribosa.
- Desoxirribonucléicos que contienen β-D-desoxirribosa.[9]

Estructura química de la ribosa.
Estructura química de la desoxirribosa.

Para nombrar estos compuestos se debe tomar en cuenta qué base nitrogenada es y a qué azúcar está unida; cuando es una base púrica se añade al nombre de esta la terminación “-osina” y la terminación “-idina” si es una pirimidina y se antepone el prefijo “desoxi-” en el caso de los desoxirribonucleósidos.
Los nucleótidos son las unidades básicas de los ácidos nucleicos y químicamente son los ésteres fosfóricos de los nucleósidos, es decir que son el resultado de la unión entre una ribosa, una base nitrogenada y un ácido fosfórico. La unión entre el nucleósido y el ácido fosfórico se lleva a cabo mediante un enlace éster que puede producirse en cualquiera de los grupos hidroxilo libres de la pentosa, pero como regla general tiene lugar en el grupo alcohol del carbono 5'. Los nucleótidos pueden contener de uno a tres grupos fosfato, unidos uno tras otro, por ejemplo el monofosfato que solo contienen un grupo fosfato, el difosfato con dos, trifosfato con tres. La presencia del grupo fosfato que a pH 7 se encuentra ionizado, le confiere a la molécula un carácter marcadamente ácido.

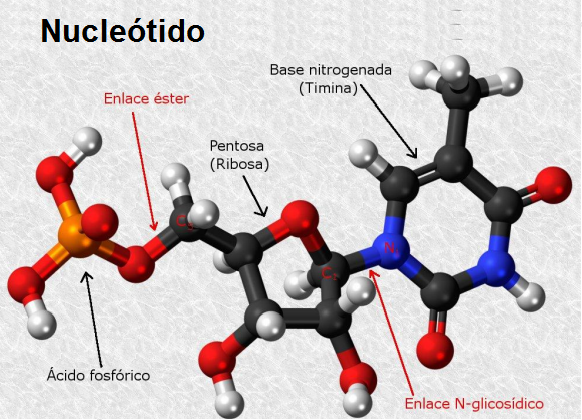
Estructura química de un nucleótido.

Al igual que los nucleósidos, los nucleótidos también se dividen en dos grupos dependiendo de la ribosa que contenga:
- Ribonucleótidos si tienen ribosa.
- Desoxirribonucleótidos si tienen desoxirribosa.

Para nombrar estos compuestos existen diferentes maneras, la forma más utilizada y la más sencilla es en donde cada nucleótido se identifica con tres letras mayúsculas. La primera de ellas corresponde a la base nitrogenada que contenga el nucleótido, la segunda letra indica si es un mono-, di- o trifosfato y la tercera es la inicial del grupo fosfato, la cual es una P y por último, en el caso de los desoxirribonucleótidos se antepone una d minúscula antes de las tres letras. Otra forma de nombrarlos consiste en poner la palabra ácido al inicio y en seguida se coloca el nombre de la base nitrogenada con la terminación -ílico, pero este sistema de nomenclatura puede ser un poco ambiguo ya que no se puede saber la cantidad de grupos fosfatos que contiene el nucleótido. También se suelen nombrar como los fosfatos de los correspondientes nucleósidos.
Por ejemplo: Se quiere nombrar el nucleótido compuesto de una adenina con un grupo fosfato y una ribosa.
- Para utilizar el método de las tres letras primero se identifica la base nitrogenada la cual es una Adenina y por lo tanto la primera letra es una A, la segunda letra corresponde al número de grupos fosfatos el cual es solo uno y por lo tanto la segunda letra es una M de monofosfato, y por último la letra P. El nombre del nucleótido sería AMP. En caso de que en vez de ser una ribosa fuera una desoxirribosa se coloca la letra d al inicio, dAMP.
- Con la segunda forma se coloca la palabra ácido y adenina queda como adenílico, por lo tanto el nombre del nucleótido sería ácido adenílico.
- Por último se necesita el nombre del correspondiente nucleósido, el cual es adenosina y se le agrega fosfato de, y el nombre completo sería fosfato de adenosina.

Además de formar la estructura de los ácidos nucleicos los nucleótidos tienen
otras funciones relevantes:
1. El nucleósido Adenosina tiene funciones de neurotransmisor.
2. ATP es la molécula universal para transferencia de energía.
3. UDP y el CDP sirven como transportadores en el metabolismo de glúcidos, lípidos y otras moléculas.
4. AMPc, GMPc y el propio ATP cumplen funciones reguladoras.
5. AMP forma parte de la estructura de coenzimas como FAD, NAD+, NADP+ y CoA.[11]

## Características del ADN
El ADN es bicatenario, está constituido por dos cadenas polinucleotídicas unidas entre sí en toda su longitud. Esta doble cadena puede disponerse en forma lineal (ADN del núcleo de las células eucarióticas) o en forma circular (ADN de las células procarióticas, así como de las mitocondrias y cloroplastos eucarióticos). La molécula de ADN porta la información necesaria para el desarrollo de las características biológicas de un individuo y contiene los mensajes e instrucciones para que las células realicen sus funciones. Dependiendo de la composición del ADN (refiriéndose a composición como la secuencia particular de bases), puede desnaturalizarse o romperse los puentes de hidrógenos entre bases pasando a ADN de cadena simple o ADNsc abreviadamente.
Excepcionalmente, el ADN de algunos virus es monocatenario.
El ADN es un polímero relativamente estable. Las reacciones espontáneas, como la desanimación de ciertas bases, la hidrólisis de los enlaces base-azúcar N-glucosídicos, la formación de dímeros de pirimidina inducida por radiación, ocurren lentamente, pero son importantes debido a que la célula tiene una baja tolerancia a los cambios en el material genético.
Se puede determinar la secuencia del ADN y se pueden sintetizar polímeros de ADN por un reglamento que incorpora métodos químicos y enzimáticos.

### Estructuras del ADN
- Estructura primaria. Una cadena de desoxirribonucleótidos (monocatenario) es decir, está formado por un solo polinucleótido, sin cadena complementaria.[16] No es funcional, excepto en algunos virus.
- Estructura secundaria. Doble hélice, estructura bicatenaria, dos cadenas de nucleótidos complementarias, antiparalelas, unidas entre sí por las bases nitrogenadas por medio de puentes de hidrógeno. Está enrollada helicoidalmente en torno a un eje imaginario.[17] Hay tres tipos:
  - Doble hélice A, con giro dextrógiro,[18] pero las vueltas se encuentran en un plano inclinado (ADN no codificante).
  - Doble hélice B, con giro dextrógiro, vueltas perpendiculares (ADN funcional).
  - Doble hélice Z, con giro levógiro,[19] vueltas perpendiculares (no funcional); se encuentra presente en los parvovirus.

## Características del ARN
El ARN difiere del ADN en que la pentosa de los nucleótidos constituyentes es ribosa en lugar de desoxirribosa, y en que, en lugar de las cuatro bases A, G, C, T, aparece A, G, C, U (es decir, uracilo en lugar de timina). Las cadenas de ARN son más cortas que las de ADN, aunque dicha característica es debido a consideraciones de carácter biológico, ya que no existe limitación química para formar cadenas de ARN tan largas como de ADN, al ser el enlace fosfodiéster químicamente idéntico. El ARN está constituido casi siempre por una única cadena (es monocatenario), aunque en ciertas situaciones, como en los ARNt y ARNr puede formar estructuras plegadas complejas y estables.
Mientras que el ADN contiene la información, el ARN expresa dicha información, pasando de una secuencia lineal de nucleótidos, a una secuencia lineal de aminoácidos en una proteína. Para expresar dicha información, se necesitan varias etapas y, en consecuencia existen varios tipos de ARN:
- El ARN mensajero se sintetiza en el núcleo de la célula, y su secuencia de bases es complementaria de un fragmento de una de las cadenas de ADN.[22] Actúa como intermediario en el traslado de la información genética desde el núcleo hasta el citoplasma. Poco después de su síntesis sale del núcleo a través de los poros nucleares asociándose a los ribosomas donde actúa como matriz o molde que ordena los aminoácidos en la cadena proteica. Su vida es muy corta: una vez cumplida su misión, se destruye.

- El ARN de transferencia existe en forma de moléculas relativamente pequeñas. La única hebra de la que consta la molécula puede llegar a presentar zonas de estructura secundaria gracias a los enlaces por puente de hidrógeno que se forman entre bases complementarias, lo que da lugar a que se formen una serie de brazos, bucles o asas. Su función es la de captar aminoácidos en el citoplasma uniéndose a ellos y transportándolos hasta los ribosomas, colocándolos en el lugar adecuado que indica la secuencia de nucleótidos del ARN mensajero[23] para llegar a la síntesis de una cadena polipeptídica determinada y por lo tanto, a la síntesis de una proteína

- El ARN ribosómico es el más abundante (80 por ciento del total del ARN), se encuentra en los ribosomas y forma parte de ellos,[23] aunque también existen proteínas ribosómicas. El ARN ribosómico recién sintetizado es empaquetado inmediatamente con proteínas ribosómicas, dando lugar a las subunidades del ribosoma.

## Química de los ácidos nucleicos
El ADN y el ARN pueden desnaturalizarse.
La elevación de la temperatura y los valores extremos de pH producen la desnaturalización del ADN de doble hélice (generalmente sucede a la temperatura de su punto de fusión). Esto provoca el desenrrollamiento de la doble hélice, debido a las desestabilización de los puentes de hidrógeno entre los pares de bases, no hay ruptura de enlaces covalentes.
La renaturalización es un proceso rápido que consiste en un solo paso, para esto deberá existir un segmento de doble hélice de una docena o más residuos que mantengan unidas las dos hebras. Cuando el pH y la temperatura regresan a valores normales, lo que estaba desenrrollado se vuelve a enrollar espontáneamente. Pero si las dos hebras están totalmente separadas, se lleva a cabo en dos pasos. En el primero, el proceso es lento, las hebras de ADN se reconocen al azar y forman un pequeño fragmento de doble hélice. En el segundo, el proceso es más rápido y las bases que se encuentran no apareadas, se aparean progresivamente para formar la doble hélice.
Efecto hipocrómico.
Cuando se dan interacciones próximas del apilamiento de las bases de los ácidos nucleicos, estos producen una disminución de la absorción de la luz UV, en relación con la absorción de una disolución de nucleótidos libres de la misma concentración; la adsorción disminuye cuando se forma la doble cadena. A este fenómeno se le conoce como efecto hipocrómico.
Cuando se desnaturaliza un ácido nucleico se produce un efecto contrario, hay un incremento de adsorción, se le llama hipercrómico.
Las moléculas de ADN de un virus o de una bacteria en disolución se desnaturalizan en su punto de fusión (la tm; temperatura de melting o temperatura de fusión del ADN es la temperatura en la cual el 50% del ADN tiene sus hebras separadas).   Cuanto mayor es el contenido de bases de citosina y guanina (C≡G), mayor el punto de fusión, ya que estas dos bases se unen por tres puentes de hidrógeno, a diferencia de la adenina y la timina que están unidas por dos.

## Ácidos nucleicos artificiales o ribonucleicos
Existen, aparte de los naturales, algunos ácidos nucleicos no presentes en la naturaleza (análogos de ácidos nucleicos), sintetizados en el laboratorio.
- Ácido nucleico peptídico, donde el esqueleto de fosfato-(desoxi)ribosa ha sido sustituido por 2-(N-aminoetil)glicina, unida por un enlace peptídico clásico. Las bases púricas y pirimidínicas se unen al esqueleto por el carbono carbonílico. Al carecer de un esqueleto cargado (el ion fosfato lleva una carga negativa a pH fisiológico en el ADN/ARN), se une con más fuerza a una cadena complementaria de ADN monocatenario, al no existir repulsión electrostática. La fuerza de interacción crece cuando se forma un ANP bicatenario. Este ácido nucleico, al no ser reconocido por algunos enzimas debido a su diferente estructura, resiste la acción de nucleasas y proteasas.

- Morfolino y ácido nucleico bloqueado (LNA, en inglés). El morfolino es un derivado de un ácido nucleico natural, con la diferencia de que usa un anillo de morfolina en vez del azúcar, conservando el enlace fosfodiéster y la base nitrogenada de los ácidos nucleicos naturales. Se usan con fines de investigación, generalmente en forma de oligómeros de 25 nucleótidos. Se usan para hacer genética inversa, ya que son capaces de unirse complementariamente a pre-ARNm, con lo que se evita su posterior recorte y procesamiento. También tienen un uso farmacéutico, y pueden actuar contra bacterias y virus o para tratar enfermedades genéticas al impedir la traducción de un determinado ARNm.

- Ácido nucleico glicólico. Es un ácido nucleico artificial donde se sustituye la ribosa por glicerol, conservando la base y el enlace fosfodiéster. No existe en la naturaleza. Puede unirse complementariamente al ADN y al ARN, y sorprendentemente, lo hace de forma más estable. Es la forma químicamente más simple de un ácido nucleico y se especula con que haya sido el precursor ancestral de los actuales ácidos nucleicos.

- Ácido nucleico treósico. Se diferencia de los ácidos nucleicos naturales en el azúcar del esqueleto, que en este caso es una treosa. Se han sintetizado cadenas híbridas ATN-ADN usando ADN polimerasas. Se une complementariamente al ARN, y podría haber sido su precursor.

- Quimeroplasto. Es una molécula formada por la mezcla de ADN y ARN que se utiliza en terapia génica.